# Acanthostracion guineense
Acanthostracion guineense là một loài cá biển thuộc chi Acanthostracion trong họ Cá nóc hòm. Loài này được mô tả lần đầu tiên vào năm 1865.

## Từ nguyên
Từ định danh guineense được đặt theo tên gọi của Guinée, bờ biển nơi mà mẫu định danh của loài cá này được thu thập (–ense: hậu tố Latinh biểu thị nơi chốn).

## Phân bố và môi trường sống
A. guineense có phân bố ở Đông Đại Tây Dương, trải dài từ Mauritanie đến Angola, bao gồm cả quốc đảo São Tomé và Príncipe. A. guineense có thể được tìm thấy ở độ sâu lên đến 200 m.

## Mô tả
Tổng chiều dài cơ thể lớn nhất được ghi nhận ở A. guineense là 18 cm.